# 244e division de fusiliers (1re formation)
Pour les articles homonymes, voir 244e division.
La 244e division de fusiliers (russe : 244-я стрелковая дивизия) est une division d'infanterie de l'Armée rouge pendant la Seconde Guerre mondiale.
Elle est la deuxième d'un groupe de 10 divisions de fusiliers régulières formées à partir de cadres des troupes frontalières et intérieures du NKVD très peu de temps après l'invasion allemande, dans le district militaire de Moscou. Initialement affectée à la 31e armée, elle est bientôt réaffectée à la 30e armée du front de l'Ouest, au nord-est de Smolensk ; sous ce commandement, elle participe à la première offensive de Doukhovchtchina contre la 9e armée allemande avant d'être transféré à la 19e armée dans la troisième semaine d'août pour la deuxième tentative de prise de cet objectif. Après cet échec, la division passe en défensive à la charnière entre les 19e et 30e armées, où elle est submergée par la 9e armée et le Panzergruppe 3 au début de l'opération Typhoon et bientôt détruite.

## Formation
La 244e division de fusiliers commence à se former quelques jours après le début de l'invasion allemande, le 29 juin 1941, à Dmitrov, dans le district militaire de Moscou.
Elle s'inspire en grande partie de ce qui deviendra le shtat (tableau d'effectifs et de dotation) du 29 juillet 1941, avec plusieurs variantes. Son ordre de bataille est le suivant :
- 907e régiment de fusiliers
- 911e régiment de fusiliers
- 913e régiment de fusiliers
- 776e régiment d'artillerie
- 304e bataillon antichar
- 523e bataillon antiaérien
- 325e compagnie de reconnaissance
- 414e bataillon de sapeurs
- 666e bataillon des transmissions
- 264e bataillon médical/sanitaire
- 245e compagnie de défense chimique (anti-gaz)
- 467e bataillon de transport automobile
- 283e boulangerie de campagne
- 809e succursale postale de campagne
- 711e bureau de campagne de la Banque d'État

Le colonel Nikolaï Timofeevitch Chtcherbakov, un officier du NKVD, est nommé commandant de la division. Il est promu au grade de général de division le 15 juillet. La division est affectée le 15 juillet à la 31e armée nouvellement formée et reçoit son baptême de feu le 20 juillet.

## Bataille de Smolensk
La 31e armée, commandée par le major-général Vassili Dalmatov (ru), est initialement composée de quatre divisions du NKVD, les 244e, 246e (en), 247e (ru) et 249e. Le 30 juillet, le front de réserve est formé sous le commandement du général d'armée Gueorgui Joukov, et l'armée, qui comprend désormais également la 119e division de fusiliers (ru) lui est affectée. On lui confie la responsabilité d'une ligne allant de la mer de Moscou à Kniaji Gori en passant par Chiparevo et Chtchoutche, avec son quartier général à Rjev. À ce moment-là, la majeure partie des restes des 16e et 20e armées sont sorties d'un semi-encerclement près de Smolensk.

### Offensives de Doukhovchtchina
Le maréchal Semion Timochenko, commandant du front de l'Ouest, commence à planifier un nouvel effort vers Smolensk le 14 août, destiné à reprendre Doukhovchtchina. La Stavka ordonne que cela soit coordonné avec le front de réserve de Joukov le 17 août afin d'englober tout le front depuis Toropets au nord jusqu'à Briansk au sud. En fait, en raison de la situation chaotique, Timochenko est contraint de mener l’opération morceau par morceau et n'a pas pu établir une coopération étroite avec Joukov. En préparation de cette offensive, le général Khomenko est chargé d'élaborer un plan pour sa 30e armée. En conséquence, le 16 août, Timochenko ordonne notamment à la 244e division, une fois arrivée dans la région de Simonovo, de se placer en second échelon de l'aile droite de la 251e division de fusiliers (ru).
La division est intégrée de la 30e armée à compter de cette date, tandis que l'offensive a commencé 24 heures plus tôt. Timochenko remet son premier rapport sur l'opération à la STAVKA vers 10 h 30 le 17 août, dans lequel son chef d'état-major rapportait :

« La 244e division de fusiliers est en marche, avec son 907e régiment de fusiliers embarqué par camions à 19 h 0 le 16 août, son échelon hippomobile commençant son mouvement à 1 h 30 le 17 août et le 1er échelon automobile de sa force principale envoyé à 8 h 0. La division va se regrouper dans la région de Simonovo d'ici au matin du 18 août »

En fait, même sans tenir compte de la 244e, la 30e armée passe à l'attaque de manière fragmentaire et, face aux tirs intenses de mitrailleuses, de mortiers et d'artillerie allemands dans la plupart des secteurs, n'obtint que des résultats limités, même si la 107e division de chars (ru) parvient à faire une pénétration de 4 km contre la 106e division d'infanterie. Le 18 août à 14 heures, Khomenko donne l'ordre au général Chtcherbakov de se préparer à opérer vers Doukhovchtchina depuis Karpovo, qui avait été prise par le 107e division de chars la veille. La division doit faire la jonction entre la 251e division et la 166e division de fusiliers (ru) de la 19e armée.
Dans la journée, la division atteint la région de Tourinka, 20-25 km au sud de Bely, à 9 h 30. Khomenko signale également au front que la pluie dans le secteur de l'armée rendait la circulation routière difficile, en particulier pour la 244e division. En partie à cause du retard de la division, les autres divisions de l'armée sont bloquées face à la forte résistance allemande, bien que le 107e char gagne 2 km supplémentaires jusqu'à la périphérie est de Chelepi. Dans son rapport de 13 h 30, Khomenko déclare que la division a concentré ses principales forces dans la région de Novo-Visokoe, à 10-12 km à l'est de Chelepi et un régiment de fusiliers dans le secteur de Sloboda et Tortchilovo, et que son échelon hippomobile doit arriver à 18 heures. L'offensive se poursuit le 20 août le long de l'axe vers Chelepi, menée par les 251e et 162e divisions de fusiliers (ru), la 244e et la 45e division de cavalerie « se préparant à exploiter le succès le long de l'axe principal ». Mais Chtcherbakov n’a toujours pas réussi à mettre en place ses hommes et son équipement pour soutenir l’attaque soviétique. Compte tenu de cela, le lendemain, Timochenke décide que la division serait plus utilement employée en renforçant de la 19e armée, qui continue de progresser plus au sud. La division doit relever, du 21 au 22 août, la 166e division de fusiliers dans le secteur de Markovo, Zanino et de la colline 213.9 (une trentaine de kilomètres au nord de Iartsevo).
À ce moment, la 166e division participe à une défense réussie contre une contre-attaque de la 7e Panzerdivision. En tant que division relativement fraîche, la 244e se voit confier une mission importante pour le 22 août : protéger le flanc droit de la 19e armée tout en attaquant avec ses forces principales vers Zanino 2 et Isakovka pour capturer les lignes de Moseevka et de Borniki d'ici la fin de la journée.
Le 23 août, la 244e division, ainsi que la majeure partie du reste de la 19e armée, essaient de remplir les missions assignées deux jours plus tôt. Cependant, la veille, la 22e armée, à proximité de Velikié Louki au nord, a été attaquée par le Panzergruppe 3, venu en renfort derrière la 9e armée allemande. La 22e armée est bientôt en difficulté considérable. À 17 heures, il a été signalé que la division défend le secteur de Choupeki, Zaria et Priglovo sur l'aile droite de la 19e armée tout en attaquant sans succès ailleurs, puis en échangeant des tirs avec les centres de résistance allemands dans le secteur de Koutchino, Chtcherdina et Priglovo ; il est fait état de quatre hommes tués, de 21 blessés, de trois chevaux tués et de deux blessés. Dans le résumé opérationnel du front de l'Ouest publié à 20 heures le 24 août, les performances de la 244e division sont déclarées à peu près les mêmes que la veille, en raison du fait qu'il avait « rencontré de nouvelles réserves ennemies ». Le soir même, Timochenko comprend que, sans renforts, ses principaux groupes de choc ont « tiré leur coup ».
Malgré cela, la division reprend son attaque à 8 heures le 25 août après une préparation d'artillerie de 30 minutes, fait face à d'intenses tirs de mortier et d'artillerie et capture Novo-Losevo alors que les défenseurs de la 5e division d'infanterie se retirent vers l'ouest à proximité de Zanino 2. La mission de la 244e division pour le lendemain est de détruire les points forts allemands dans la région de Koutchina, Levachovo et Kazarina, 26-30 km au nord de Iartsevo. En l’occurrence, elle atteint la lisière ouest des bois à l’est de Novo-Losevo 1. C'est au cours de cette journée que Chtcherbakov rapporte la découverte des cadavres piégés de 15 soldats de l'Armée rouge dans la région au nord de Borniki. À 13 h 50, la 45e division de cavalerie s'engage au combat à la jonction entre les 244e et 166e divisions. Le 27 août, la 19e armée attaque à partir de midi mais rencontre une résistance obstinée ; malgré cela, à 17 h 0, la 244e division capture Markovo, Koutchina, Levachova et Chakhlovo. Timochenko ordonne de poursuivre l'offensive le 28 août et, précédées par la 45e cavalerie, les 244e et 166e divisions réussissent à prendre le point fort de la 35e division d'infanterie à Chakhlovo sur le cours supérieur de la rivière Loinia. La 244e division mène des opérations pendant la nuit et à 17 heures, elle attaque la colline 240.1 et la bordure est des bosquets à l'ouest de Chakhlovo. Sa mission du 29 août est, avec l'appui du 1er bataillon du 399e régiment d'artillerie d'obusiers, de percer les défenses allemandes dans le secteur de Novaïa Kazarina et de Novosselichtche en menant son attaque principale vers la cote 227.4. À la suite de cela, la division, comme le reste du front de l'Ouest, devait se regrouper et se préparer à revenir à l'offensive générale le 1er septembre 

#### Deuxième offensive
La 19e armée est spécifiquement chargée de développer son offensive pour prendre Doukhovchtchina et ensuite capturer la région de Smolensk par une attaque vers le sud-ouest sans attaquer la ville de front. Cela doit commencer au plus tard le 3 septembre. Sur le front de la 19e armée, la 244e était l'une des cinq divisions de fusiliers du premier échelon, avec la 101e division de chars. Elle est flanquée à droite par la 251e division de la 30e armée. Dans ses ordres du 2 septembre, le commandant de l'armée, le lieutenant-général Ivan Koniev, ordonne à la 244e division de poursuivre ses attaques pour remplir la mission assignée deux jours plus tôt, car elle n'a fait aucun progrès. En fin d'après-midi, il rapporte que la division, ainsi que les 166e, 89e (ru) et 50e divisions de fusiliers, n'ont pas réussi à avancer en raison d'une forte résistance au feu. Koniev continue à faire avancer ces divisions le 3 septembre, sans résultats significatifs. Les pertes de la 244e la veille s'élèvent à 13 tués et 75 blessés, tandis qu'elle revendique la prise 210 fusils, trois mitrailleuses lourdes, huit mitrailleuses légères, trois mortiers, trois vélos, 131 masques à gaz et 8 500 cartouches.
Les ordres de la division pour le 4 septembre sont de protéger le flanc droit de l'armée, de pénétrer dans les défenses allemandes dans la colline 229,7 et le secteur de Novosselichtche, de capturer Staraïa Kazarina et Krotovo, puis d'attaquer vers Kisseleva. Le résumé du front adressé à la Stavka, publié à 20 heures, indique que la 244e division, ainsi que le reste des divisions de fusiliers de l'armée, ont attaqué sans succès et combattent dans leurs positions précédentes. Le lendemain, Timochenko s'incline devant la réalité et ordonne aux 30e et 20e armées de passer en défensive, tandis que la 244e, adjacente à la 30e, reçoit également une mission défensive, qui se poursuit jusqu'au 11 septembre. À la fin de cette période, la division s'installe le long de la ligne Voskresensk, Panovo et Chakhlovo.

### Opération Typhon
Au 10 septembre, la division est considérablement affaiblie, avec un effectif de 6 984 hommes, tandis que la 19e armée dans son ensemble en compte 68 997 au total sur un effectif théorique de 109 048. Le front à l'ouest de Moscou est globalement calme pendant le reste du mois de septembre tandis que les groupes d'armées Centre et Sud se concentrent sur l'encerclement et la destruction du front du Sud-Ouest à l'est de Kiev. Le 1er octobre, à la veille de la nouvelle offensive allemande sur la capitale soviétique, la Stava pensait que la principale attaque allemande aurait lieu le long de l'autoroute Smolensk - Viazma ; en fait, elle vise la frontière entre la 19e et la 30e armée. Sur ce secteur crucial, qui allait bientôt être frappé par le Panzergruppe 3, la 244e défend un secteur qui faisait 13 km de large, avec 18 canons antichar de 45 mm, 23 canons de 76 mm divisionnaires (en) et régimentaires (en) et huit obusiers de 122 mm, soit moins de quatre pièces par kilomètre. En outre, elle ne dispose au total que de 700 mètres de fil de fer barbelé et de 550 mines devant sa zone avancée, bien que 627 mines antichar supplémentaires sont prêtes pour être enterrées pendant les combats selon les itinéraires probables de mouvement des chars allemands.
Le commandement allemand concentre huit divisions sur un 16 km de front en face des 162e et 242e divisions de fusiliers (ru) de la 30e armée et de la 244e adjacente. Koniev a pris le commandement du front de l'Ouest et la 19e armée est désormais dirigée par le lieutenant-général Mikhaïl Loukine. L'opération allemande Typhon débute à 5 h 30 le 2 octobre avec des frappes aériennes préparatoires et des frappes d'artillerie sur l'ensemble du secteur du Front. Au bout de 45 minutes, l'attaque terrestre commence, incluant un grand nombre de chars, ce qui était inattendu dans ce secteur en raison de l'absence de bonnes routes. Afin de déborder le déploiement assez compact du 162e, les forces allemandes profitèrent de la faible défense du 911e régiment de fusiliers, trop étendue. En trois heures, certaines unités des 162e et 242e  divisions sont encerclées. À 14 h 35, une quarantaine de chars allemands est détectée 14-15 km derrière la ligne de front soviétique, et un l'écart d'1,5 km entre le 162e et le 244e n'est couvert que par un seul peloton de la 325e compagnie de reconnaissance. Loukine a concentré l'essentiel de ses forces sur son aile gauche et la 244e division n'a aucun soutien au-delà de ses propres ressources. Chtcherbakov, à son tour, a concentré ses moyens sur son flanc gauche où le terrain était plus propice aux chars. Cela laisse le 911e régiment, avec seulement deux bataillons (le 3e bataillon soutenant la 91e division de fusiliers (ru)) soutenus par un groupe de batteries du 776e régiment d'artillerie, défendre 9 km de terrain marécageux. La première ligne est bientôt dépassée, le 913e régiment est débordé et coupé, et le 907e tente de lui venir en aide. Sa contre-attaque, menée par son commandant, le lieutenant-colonel Ousanov, réduit l'écart avec le 913e mais Ousanov est  tué au combat. À 18 h 25, une force allemande composée de deux bataillons et de 15 chars réussit à diviser la division en deux. Les restes du 911e sont repoussés vers le nord-est et continuent de combattre dans la région de Sergeevka. Le gros de la division, sous la pression de forces supérieures, se replie vers l'est, où elle est menacée d'encerclement.
Le 3 octobre, le général Chtcherbakov est démis de ses fonctions par le conseil militaire de la 19e armée pour son « incapacité à commander des troupes en retraite ». Il échappe à l'encerclement et sert plus tard comme commandant d'une brigade de ski puis de la 324e division de fusiliers (en) pendant quelques mois en 1942 avant d'être transféré comme instructeur. Il meurt de maladie en 1944. Son chef d'état-major, le lieutenant-colonel Ivan Danilovitch Krasnochtanov, reprend le commandement de la 244e division mais est lui-même blessé et évacué le 5 octobre. Il dirigera plus tard les 139e (ru) et 238e divisions de fusiliers (ru) et deviendra lieutenant général en 1954. Compte tenu du chaos qui règne dans la poche de Viazma en train d'être formé, la suite du commandement de la division reste obscur.
Dans la soirée du 3 octobre, les conditions sur le flanc droit de la 19e armée se sont détériorées, les unités allemandes forçant la traversée de la rivière Vop. Le 4 octobre, à 1 h 5, Loukine donne un ordre de contre-attaque à midi, mais cela n'inclue notamment pas la 244e division car elle a été complètement chassée de son secteur de défense d'origine. En l'occurrence, le projet est reporté au 5 octobre ; au cours de cette soirée, le résumé opérationnel de la 19e armée note que la 244e est réduite à une unité composite d'environ 250 hommes toujours accrochés à leurs positions. Le lendemain, Loukine rapporta au front de l'Ouest que « le dépôt avancé de la 19e armée est complètement à court de munitions. La situation est catastrophique. Je demande un réapprovisionnement immédiat, notamment en obus d'artillerie ». Peu de temps après, les armées du front de l'Ouest obtiennent enfin l’autorisation de battre en retraite. Loukine a désigné les 89e et 244e divisions, toutes extrêmement réduites, ainsi que la 127e brigade de chars, comme réserve de l'armée. Le matin du 7 octobre, l'encerclement se referme finalement à l'est de Viazma. Ce soir-là, le commandant de la 20e armée rapporte que jusqu'à 700 hommes de la division se sont rassemblés dans la zone de la gare de Selo avant de traverser la rivière Vopets.
Loukine rétablit la communication avec le Front le 9 octobre et indique qu'il se retire en deux groupes, la 244e division faisant partie de son groupe de gauche. Il mentionne que la division est gravement épuisée, avec pas plus de 300 « baïonnettes » (combattants) encore apte au combat.Les Soviétiques doivent attaquer vers Oboukhovo et Kichkino, mais la 19e armée fait face à de solides forces allemandes et l'effort fut un échec. Un nouvel effort le matin du 12 octobre à Bogoroditskoe n'a pas plus de succès, après quoi le front de l'Ouest donne l'ordre de saboter les trains de ravitaillement et les armes lourdes. La tentative suivante d'évasion conjointe avec la 20e armée cherche vers le sud, dans la région de Stogovo, la 244e division étant sur la route de gauche. L'opération commence à 18 heures mais, dès le lendemain, les forces encerclées sont divisées. Seuls de petits groupes d’hommes peuvent filtrer à travers les lignes allemandes au cours des jours et semaines suivants. Comme c'est le cas pour la plupart des divisions détruites lors des encerclements de Viazma et de Briansk, la 244e division continue d'apparaître dans les dossiers de l'Armée rouge jusqu'à sa radiation officielle le 27 décembre.